# HD 2767
Désignations
HD 2767 A : BD+32°80, SAO 53956

HD 2767, également désignée HR 122, est une étoile binaire située à 115 parsecs (380 années-lumière de distance dans la constellation d'Andromède. 

## Caractéristiques
L'étoile primaire, désignée HD 2767 A, est une géante rouge de type spectral K1III et d'une magnitude apparente de 5,88, elle est donc visible à l'œil nu dans de bonnes conditions.
La composante secondaire, désignée HD 2767 B  ou encore BD+32 81, a une magnitude apparente de 9,28 et est une étoile de type F. Elle partage la vitesse radiale, la parallaxe et le mouvement propre avec la composante principale. La distance physique entre les deux étoiles est estimée à 6 536 ua, tandis que leur séparation angulaire dans le ciel est de 56,3 secondes d'arc en date de 2021.